# 1. HOL za žene 1991./92.
Prva hrvatska odbojkaška liga za 1991./92. je predstavljala prvu sezonu najvišeg ranga odbojkaškog prvenstva Hrvatske za žene. 
Sudjelovalo je dvanaest klubova, a prvak je bila Mladost iz Zagreba.

## Konačni poredak
1. Mladost, Zagreb
2. Dubrovnik, Dubrovnik
3. Rijeka - Croatoa, Rijeka
4. Istarska banka, Pula
5. Kaštela, Kaštel Stari
6. Split, Split
7. Akademičar, Zagreb
8. Vukovar, Vukovar - Zagreb
9. Rječina, Rijeka
10. Viadukt, Zagreb
11. Marsonia, Slavonski Brod
12. Poreč, Poreč